# Bruno Junqueira
Bruno Junqueira (Belo Horizonte, 4 de novembro de 1976) é um automobilista brasileiro, conhecido por disputar a CART.

## Trajetória esportiva

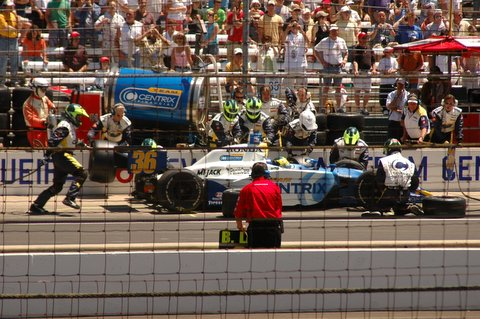
Bruno Junqueira na IndyCar Series em 2005.

Aos 10 anos, o piloto belo-horizontino Bruno Junqueira ganhou de aniversário do seu pai, o ex-piloto da Stock Car Brasil, José Alberto Junqueira, seu primeiro kart. Aos 14, já tinha vencido três campeonatos brasileiros da categoria. Em seguida, foi levado para a Fórmula 3 Sul-americana, conquistando o título na terceira temporada. Depois disso, não parou mais de acelerar. Venceu o campeonato Europeu da Fórmula 3000 em cima de Fernando Alonso e Mark Webber, foi escolhido para ser piloto de teste da equipe Williams, uma das mais cobiçadas da Fórmula 1. Só que nem isso foi o bastante para convencer Frank Williams de que Junqueira estava pronto para ser titular em sua equipe.
Com isso, o mineiro acabou escolhendo seguir para os Estados Unidos, que na época ainda tinha a ChampCar e a IRL brigando pelo espólio da Indy. Segundo o piloto, as possibilidades de mercado não o agradaram para continuar correndo atrás do sonho da F1, porque ele ficaria parado por uma temporada.
Assim, o promissor brasileiro acabou tomando outros rumos. Ele conquistou oito vitórias na ChampCar, entre 2001 e 2008, em um momento que a categoria perdeu espaço para a IRL. Correu sete edições das 500 Milhas de Indianápolis e 21 provas da Indy. Também já competiu na USCC, principal série de endurance dos EUA.

### Resumo da carreira
| Temporada | Categoria               | Equipe                | Corridas         | Poles            | Vitórias         | Pontos           | Posição final    |
| --------- | ----------------------- | --------------------- | ---------------- | ---------------- | ---------------- | ---------------- | ---------------- |
| 1997      | Fórmula 3 Sul-Americana | PropCar Racing        | 12               | 4                | 7                | 171              | 1°               |
| 1998      | Fórmula 3000            | Draco Racing          | 12               | 0                | 0                | 3                | 14°              |
| 1999      | Fórmula 3000            | Den Blå Avis          | 10               | 1                | 1                | 20               | 5°               |
| 1999      | Fórmula 3000            | Petrobras Jr          | 10               | 1                | 1                | 20               | 5°               |
| 1999      | Fórmula 1               | Williams-Supertec     | Piloto de Testes | Piloto de Testes | Piloto de Testes | Piloto de Testes | Piloto de Testes |
| 2000      | Fórmula 3000            | Petrobras Jr          | 10               | 2                | 4                | 48               | 1°               |
| 2001      | CART World Series       | Chip Ganassi          | 20               | 1                | 1                | 68               | 16°              |
| 2001      | Indy Racing League      | Chip Ganassi          | 1                | 0                | 0                | 30               | 37°              |
| 2002      | CART World Series       | Chip Ganassi          | 19               | 4                | 2                | 164              | 2°               |
| 2002      | Indy Racing League      | Chip Ganassi          | 1                | 1                | 0                | 1                | 51°              |
| 2003      | CART World Series       | Newman/Haas           | 18               | 2                | 2                | 199              | 2°               |
| 2004      | Champ Car World Series  | Newman/Haas           | 14               | 1                | 2                | 341              | 2°               |
| 2004      | IndyCar Series          | Newman/Haas           | 1                | 0                | 0                | 30               | 28°              |
| 2005      | Champ Car World Series  | Newman/Haas           | 2                | 0                | 1                | 59               | 19°              |
| 2005      | IndyCar Series          | Newman/Haas           | 1                | 0                | 0                | 10               | 36°              |
| 2006      | Champ Car World Series  | Newman/Haas           | 14               | 1                | 0                | 219              | 5°               |
| 2006–07   | A1 Grand Prix           | A1 Brasil-Charouz     | 6                | 0                | 0                | 9*               | 18°              |
| 2007      | Champ Car World Series  | Dale Coyne            | 14               | 0                | 0                | 233              | 7°               |
| 2007–08   | A1 Grand Prix           | A1 Brasil-Charouz     | 4                | 0                | 0                | 44*              | 11°              |
| 2008      | IndyCar Series          | Dale Coyne            | 17               | 0                | 0                | 256              | 20°              |
| 2010      | IndyCar Series          | FAZZT Race Team       | 1                | 0                | 0                | 13               | 39°              |
| 2010      | Fórmula Truck           | DF Motorsport         | 10               | 0                | 0                | 22               | 17°              |
| 2011      | American Le Mans Series | Rocketsports          | 1                | 0                | 0                | 6                | 26°              |
| 2011      | Stock Car Brasil        | Bassani               | 2                | 0                | 0                | 2                | 29°              |
| 2012      | American Le Mans Series | Rocketsports          | 10               | 0                | 1                | 118              | 3º               |
| 2012      | Stock Car Brasil        | Bassani               | 1                | 0                | 0                | 2                | 34°              |
| 2013      | American Le Mans Series | Rocketsports          | 9                | 0                | 1                | 95               | 7°               |
| 2014      | SportsCar Championship  | Rocketsports          | 10               | 0                | 0                | 201              | 10°              |
| 2014      | Stock Car Brasil        | Full Time Sports      | 1                | 0                | 0                | 0                | NC               |
| 2015      | SportsCar Championship  | Rocketsports          | 10               | 1                | 2                | 301              | 3º               |
| 2016      | SportsCar Championship  | BAR1 Motorsports      | 2                | 0                | 0                | 56               | 21°              |
| 2017      | SportsCar Championship  | BAR1 Motorsports      | 1                | 0                | 0                | 32               | 18°              |
| 2017      | NASCAR EuroSeries       | Mishumotors-Chevrolet | 2                | 0                | 0                | 57               | 37°              |

### Champ Car
Sua estreia na Champ Car foi em 2001, pela Chip Ganassi. Para um piloto vindo da escola européia, seu 1º ano foi excelente, com sua 1ª pole sendo no circuito oval de Nazareth e sua vitória sendo no técnico traçado de Elkart Lake.
Em 2002, Bruno, mais acostumado ao estilo da Champ Car, terminou em 2º lugar no campeonato. Foi um dos únicos pilotos "de ponta" da Champ Car a ficar em 2003. Bruno vai para o único time dos 3 grandes times da história da Champ Car (Penske, Ganassi e Newman Haas) que ficou na categoria, a Newman Haas. Em 2003, conseguiu o "bi-vice" ao bater em Surfer's Paradise e ver o título parar com Paul Tracy. Em 2004 o piloto obteve seu melhor resultado, sendo "tri-vice-campeão seguido na categoria.
Em 2005, Bruno Junqueira sofreu um acidente causado por A.J. Foyt IV nas 500 Milhas de Indianapolis. Com uma séria contusão, ficou de fora do resto da temporada de 2005 da Champ Car, que até então liderava. Seu substituto foi o espanhol Oriol Servia. 2006 foi praticamente uma readaptação as corridas, tendo seu pior desempenho na categoria desde sua estréia em 2001. Em 2007, perdeu a vaga na Newman-Haas e foi para a Dale Coyne, onde conseguiu bons desempenhos, tendo seu ponto alto os 3 pódios seguidos no fim da temporada (2º lugar em Zolder e 3º em Assen e Surfer's Paradise).
Estatísticas na Champ Car
| Ano  | Poles | Vitórias | Posição final | Equipe                                       |
| ---- | ----- | -------- | ------------- | -------------------------------------------- |
| 2001 | 1     | 1        | 16º Lugar     | Chip Ganassi (Lola-Toyota-Firestone) # 4     |
| 2002 | 4     | 2        | 2º Lugar      | Chip Ganassi (Lola-Toyota-Bridgestone) # 4   |
| 2003 | 2     | 2        | 2º Lugar      | Newman-Haas (Lola-Ford-Bridgestone) # 1      |
| 2004 | 1     | 2        | 2º Lugar      | Newman-Haas (Lola-Ford-Bridgestone) # 6      |
| 2005 | 0     | 1        | 19º Lugar     | Newman-Haas (Lola-Ford-Bridgestone) # 2      |
| 2006 | 1     | 0        | 5º Lugar      | Newman-Haas (Lola-Ford-Bridgestone) # 2      |
| 2007 | 0     | 0        | 7º Lugar      | Dale Coyne (Panoz-Cosworth-Bridgestone) # 19 |

## 500 Milhas de Indianápolis[3]
| Ano  | Equipe          | Chassi       | Motor     | Pneus | Largada | Final |
| ---- | --------------- | ------------ | --------- | ----- | ------- | ----- |
| 2001 | Chip Ganassi    | G-Force GF05 | Aurora    | F     | 20º     | 5º    |
| 2002 | Chip Ganassi    | G-Force GF05 | Chevrolet | F     | 1º      | 31º   |
| 2004 | Newman/Haas     | G-Force GF09 | Honda     | F     | 4º      | 5º    |
| 2005 | Newman/Haas     | Panoz GF09   | Honda     | F     | 12º     | 30º   |
| 2008 | Dale Coyne      | Dallara IR4  | Honda     | F     | 15º     | 20º   |
| 2010 | FAZZT Race Team | Dallara IR4  | Honda     | F     | 25º     | 32º   |

Vitórias na Champ Car
- 2001: 19/08 - Motorola 220, Elkart Lake
- 2002: 27/04 - Bridgestone Potenza 500, Motegi; 01/07 - Shell Grand Prix of Denver, Denver
- 2003: 03/08 - Mario Andretti Grand Prix at Road America presented by Briggs & Stratton, Elkart Lake; 31/08 - Centrix Financial Grand Prix of Denver, Denver
- 2004: 29/08 - Molson Indy Montreal, Montreal; 24/10 - Lexmark Indy 300, Surfers Paradise
- 2005: 22/05 - Tecate/Telmex Monterrey Grand Prix Presented by Roshfrans, Monterrey

### Fórmula Truck
Em 2010 estreou na Fórmula Truck, pela equipe DF Motorsport -Ford.
Naquele ano, foi protagonista de um acidente cinematográfico em Interlagos, quando, atingido por trás numa relargada da prova, teve estourado o cilindro de ar de seu caminhão Ford. Sem freios por conta da falta do cilindro, Junqueira acabou batendo e arrastando o caminhão do piloto Diumar Bueno no fim da reta dos boxes, causando o acidente que arrancou a cabine do caminhão de Bueno com ele dentro, tamanha a força da colisão, com os caminhões destruindo a barreira de pneus e parte do alambrado do circuito paulista. Junqueira ficou de ponta-cabeça, com seu caminhão destruído. Ambos os pilotos saíram andando após o acidente, algo incrível. Diumar só teve algumas dores nas costas. Bruno sofreu um corte no pé.